# Adolphe Billault
Adolphe Augustin Marie Billault (Vannes, 12 november 1805 - Basse-Goulaine, 13 oktober 1863) was een Frans advocaat en politicus ten tijde van het Tweede Franse Keizerrijk.

## Biografie

### Julimonarchie
In 1838, ten tijde van de Julimonarchie, werd Billault stafhouder in Nantes. In zijn hoedanigheid van advocaat zou hij verschillende belangrijke Franse persoonlijkheden verdedigen, waaronder Hendrik van Orléans.
In 1830 werd hij verkozen als gemeenteraadslid van Nantes, met herverkiezingen in 1831 en 1837. In 1833 werd hij tevens departementsraadslid in Loire-Inf. In 1841 nam hij ontslag uit beide mandaten om zich in Parijs te vestigen. Sinds 1837 zetelde hij daar immers in het parlement, nadat hij in 1837 tot volksvertegenwoordiger was verkozen. In 1838 vervoegde hij de Commissie Spoorwegen in het parlement. Als saint-simonist en antiklerikaal bevond hij zich in de linkervleugel van het politieke spectrum. Tot 1840 zou hij oppositie voeren tegen de regering. Op 1 maart 1840 werd hij onderstaatssecretaris van Landbouw en Handel onder de tweede regering-Thiers, terwijl Alexandre Goüin minister was op dat departement. Reeds op 29 maart van dat jaar kwam hij terug in de oppositie terecht, na de val van de regering van Adolphe Thiers. In 1842 zou hij worden herverkozen als parlementslid. Tussen 1842 en 1845 hield Billault vier tussenkomsten over de Pritchard-affaire.

### Tweede Franse Republiek
Na de Februarirevolutie in 1848 werd de monarchie afgeschaft en volgde de oprichting van de Tweede Franse Republiek. Na de revolutie werd hij verkozen in de grondwetgevende vergadering. In 1849 werd hij niet meer herverkozen in het parlement. Dit betekende echter niet het politieke einde van Billault, daar hij een vertrouweling werd van president Lodewijk Napoleon Bonaparte.

### Tweede Franse Keizerrijk
Na de staatsgreep van 2 december 1851 werd hij als officiële kandidaat verkozen in het Wetgevend Lichaam. Vervolgens benoemde Lodewijk Napoleon hem tot parlementsvoorzitter. Het waren immers niet de parlementsleden die onder zich de voorzitter verkozen. Rond deze periode werd de Franse grondwet van 1852 ingevoerd, die de macht van het parlement fors ingeperkte. Als voorzitter van het Wetgevend Lichaam maakte hij in de avond van 1 december 1852 de uitslag van het plebisciet bekend waarin aan de bevolking de vraag werd voorgelegd of de keizerlijke waardigheid in deze grondwet diende te worden ingeschreven. Het was Billault die president Bonaparte als eerste aansprak met Sire. 's Anderendaags werd die keizer Napoleon III.
In februari 1853 werd hij vice-voorzitter van de Hoge Raad voor Landbouw en Handel, waar hij protectionistische standpunten verdedigde. In 1854 greep keizer Napoleon III het afreden van Victor de Persigny als minister aan om zijn halfbroer Charles de Morny tot parlementsvoorzitter te maken. Billault werd dan in opvolging van de Persigny minister van Binnenlandse Zaken op 23 juni 1854, waardoor hij toetrad tot de regering-Bonaparte III. Op 4 december van dat jaar werd hij lid van de Senaat, toen de keizer hem tot senator benoemde.
Na de aanslag op Napoleon III door Felice Orsini op 14 januari 1858 werd Billault op 7 februari 1858 vervangen in de regering door Charles-Marie-Esprit Espinasse, aangezien hij de politiek verantwoordelijke minister was over de ordediensten. Op 1 november 1859 keerde hij evenwel terug in de regering-Bonaparte III, opnieuw als minister van Binnenlandse Zaken. Op 24 november 1860 werd hij vervolgens minister zonder portefeuille, de derde zulke minister in de regering. In 1863 werd hij dan minister van Staat.
Hoewel hij uitgroeide tot een belangrijke persoonlijkheid binnen het keizerlijke regime, had hij relatief weinig macht. Bovendien drukte het ministerschap op zijn gezondheid en dreigde hij, zeker na het overlijden van zijn echtgenote, in een depressie te belanden. Hij stierf in dienst als minister op 13 oktober 1863, op 57-jarige leeftijd.

## Onderscheidingen
- grootkruis in het Legioen van Eer (1857, eerder ridder in 1840, officier en later commandeur in 1852 en grootofficier in 1855);
- commandeur in de Orde van de Nederlandse Leeuw in 1840;
- grootkruis in de Orde van Karel III in 1855;
- grootkruis in de Orde van Sint-Mauritius en Sint-Lazarus in 1855;
- en de medaille eerste klasse in de Orde van Mejidie in 1860.

## Eerbewijzen
- Op de huidige Place Aristide-Briand in Nantes werd voor het justitiepaleis een standbeeld van Billault ingehuldigd door minister Eugène Rouher op 15 september 1867, enkele jaren na zijn overlijden. Na de val van het Tweede Franse Keizerrijk in 1870 werd het standbeeld echter alweer op discrete wijze weggehaald om de vernietiging ervan door republikeinsgezinden te voorkomen. Eerst werd het standbeeld ondergebracht in de kelder van het justitiepaleis, om later te worden verplaatst naar de tuin van het musée Dobrée, eveneens in Nantes. Tijdens de Tweede Wereldoorlog werd het standbeeld echter weggenomen door de nazi-bezetter om het om te smelten en er kanonnen van te maken.
- Sinds 1964 is er in Nantes de Boulevard Adolphe Billault.
- De huidige Rue Washington in Parijs heette van 1867 tot 1879 Rue Billault.